# Draghi-Effekt

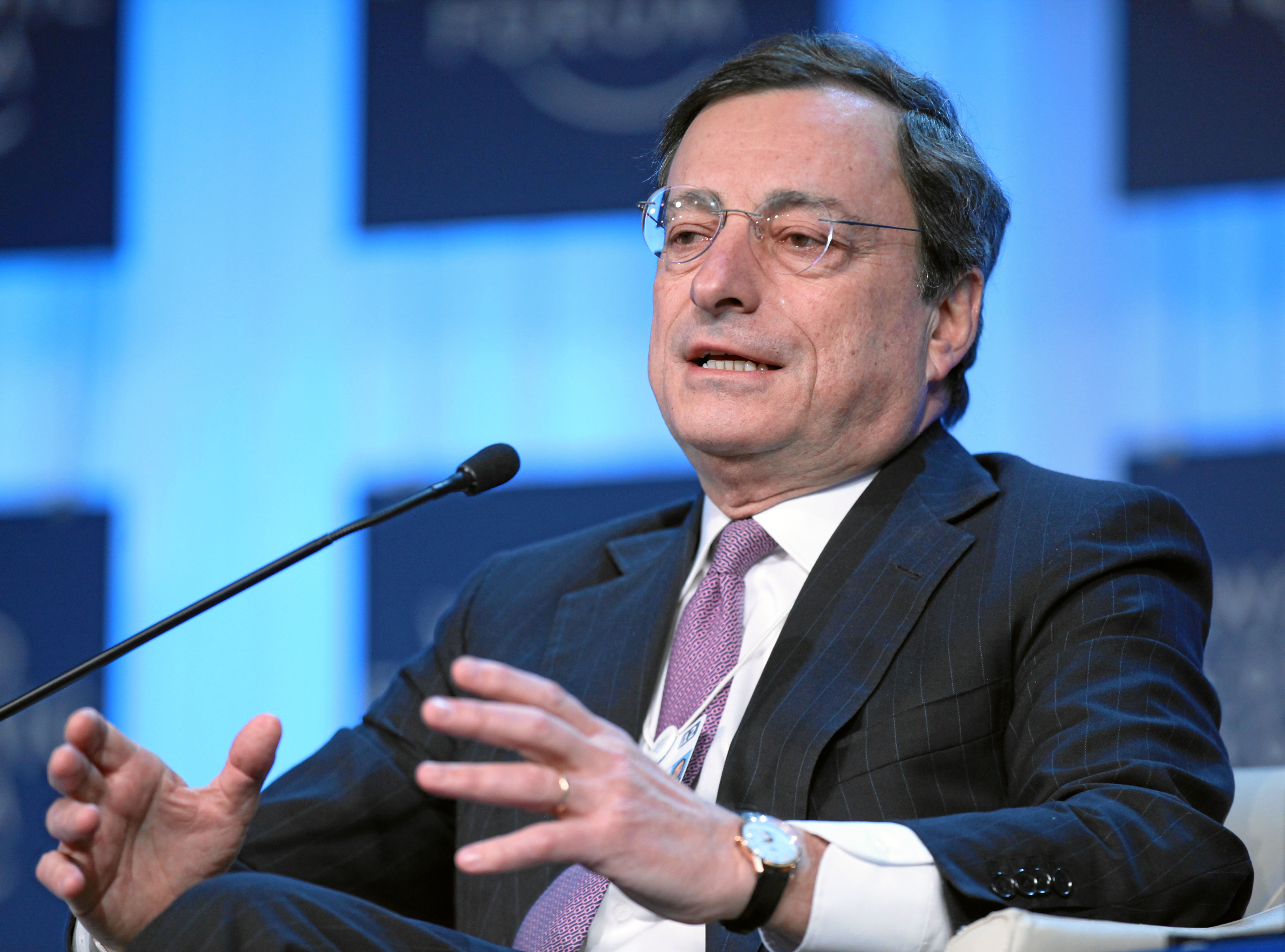
Mario Draghi, 2012

Der Draghi-Effekt bezeichnet die Reaktion der Finanzmärkte auf eine Äußerung, die Mario Draghi als Präsident der Europäischen Zentralbank am 26. Juli 2012 auf der Global Investment Conference im Lancaster House in London in freier Rede äußerte:

“Within our mandate, the ECB is ready to do whatever it takes to preserve the euro. And believe me, it will be enough.”

„Im Rahmen unseres Mandats ist die EZB bereit, alles Notwendige zu tun, um den Euro zu erhalten. Und glauben Sie mir, es wird genug sein.“

Die durch die Eurokrise verunsicherten Finanzmärkte beruhigten sich daraufhin. Sie erwarteten, dass die EZB notfalls Staatsanleihen von Krisenländern aufkaufen würde. Nicht alle Mitglieder des EZB-Rates waren von Draghi eingeweiht worden. Bundesbankpräsident Jens Weidmann erfuhr Draghis Botschaft aus den Nachrichten.
Der Begriff ist auch im Englischen verbreitet. Die Worte Draghis, insbesondere sein Whatever it takes, entwickelten sich zu einem politischen Schlagwort.